# هرمان أوقست كراوس
هرمان أوقست كراوس (بالألمانية: Hermann August Krauss)‏ هو عالم حشرات نمساوي، ولد في 1 أغسطس 1848 في توبينغن في ألمانيا، وتوفي بنفس المكان في 1939.